# Berberyjka
Berberyjka (Atlantoxerus) – rodzaj ssaków z podrodziny afrowiórek (Xerinae) w obrębie rodziny wiewiórkowatych (Sciuridae).

## Zasięg występowania
Rodzaj obejmuje jeden żyjący współcześnie gatunek występujący w północnej-zachodniej Afryce.

## Morfologia
Długość ciała (bez ogona) 174 mm, długość ogona 133 mm; masa ciała 250 g. 

## Systematyka
Rodzaj zdefiniował w 1893 roku szwajcarski botanik i zoolog Charles Immanuel Forsyth Major na łamach Proceedings of the Zoological Society of London. Na gatunek typowy Forsyth Major wyznaczył (oznaczenie monotypowe) berberyjkę marokańską (A. getulus).

### Etymologia
- Atlantoxerus: gr. Ἄτλας Atlas, Ἄτλαντος Atlantos ‘Atlas’, pasmo górskie w północno-zachodniej Afryce; rodzaj Xerus Hemprich & Ehrenberg, 1833 (afrowiórka)[8].
- Getuloxerus: łac. Getulus ‘Getulianin’, od Getulian, berberyjskiego ludu zamieszkującego północne Maroko; rodzaj Xerus Hemprich & Ehrenberg, 1833 (afrowiórka)[9]. Gatunek typowy (oryginalne oznaczenie): †Getuloxerus tadlae Lavocat, 1961.

### Podział systematyczny
Do rodzaju należy jeden współcześnie występujący gatunek:
- Atlantoxerus getulus (Linnaeus, 1758) – berberyjka marokańska

Opisano również gatunki wymarłe:
- Atlantoxerus adroveri (De Bruijn & Mein, 1968)[11] (Europa)
- Atlantoxerus blacki (De Bruijn, 1967)[12] (Europa; miocen)
- Atlantoxerus cuencae Aguilar, Calvet & Michaux, 1995[13] (Europa; neogen)
- Atlantoxerus exilis Qiu Zhuding & Li Qiang, 2016[14] (Azja; miocen)
- Atlantoxerus giganteus Wu Wenyu, 1988[15] (Azja; miocen)
- Atlantoxerus humboldti Kordikova, Heizmann & De Bruijn, 2004[16] (Azja; miocen)
- Atlantoxerus huvelini Jaeger, 1977[17] (Afryka; plejstocen)
- Atlantoxerus junggarensis Wu Wenyu, 1988[18] (Azja; miocen)
- Atlantoxerus major Qiu Zhuding & Li Qiang, 2016[19] (Azja; miocen)
- Atlantoxerus margaritae Adrover, Mein & Moissenet, 1993[20] (Europa; miocen)
- Atlantoxerus martini Aguilar, 2002[21] (Europa; miocen)
- Atlantoxerus orientalis Qiu Zhuding, 1996[22] (Azja; miocen)
- Atlantoxerus rhodius De Bruijn, Dawson & Mein, 1970[23] (Europa; pliocen)
- Atlantoxerus tadlae (Lavocat, 1961)[2] (Afryka; miocen).